# Associazione Sportiva Bari 1985-1986
Questa voce raccoglie le informazioni riguardanti l'Associazione Sportiva Bari nelle competizioni ufficiali della stagione 1985-1986.

## Stagione

Da sinistra: i due neoacquisti inglesi Gordon Cowans e Paul Rideout vengono accolti dai tifosi biancorossi all'aeroporto di Bari-Palese.

Per il campionato 1985-1986 di massima serie, in cui il Bari torna dopo quindici anni, la società pugliese conferma l'allenatore Bruno Bolchi, con cui i biancorossi hanno compiuto in due anni il salto consecutivo dalla Serie C1. Tra gli acquisti maggiormente in evidenza Gordon Cowans, regista dell'Aston Villa (squadra della First Division, futura Premier League inglese) e della nazionale inglese, a sostituire il trentatreenne Lopez che, in scadenza di contratto, non ha convinto a pieno la società, e Paul Rideout, promessa dell'Under 21 inglese. Dall'Arezzo giunge Amedeo Carboni, reduce da una stagione positiva in Serie B e il cui acquisto è stato trattato da molti club di massima serie. Ingaggiato anche il centrocampista Claudio Sclosa. La squadra presenta un basso numero di centrocampisti interditori, quasi tutti sono infatti cursori, e tredici calciatori su diciannove, esordienti in massima serie.
Il ritiro estivo ha luogo ancora a Cornaiano. Nel precampionato la squadra non soddisfa a sufficienza. Ad Ascoli, nella fase a gironi di Coppa Italia Cowans s'infortuna gravemente: rimarrà inattivo per circa due mesi. In Coppa Italia i galletti vengono eliminati nella fase preliminare.
Il massimo campionato inizia per i biancorossi con due sconfitte a opera di Milan e Sampdoria. Alla terza giornata, in casa, vittoria interna 2-0 contro la Roma, con doppietta della new entry Rideout (firma il gol numero 600 in Serie A per il Bari, senza contare la Divisione Nazionale).
La dirigenza non effettua alcuna operazione nel mercato di riparazione.
Il Bari conclude il girone d'andata con tre vittorie, tutte ricavate in casa; oltre a quella sulla Roma, il 2-0 nel derby contro il Lecce e l'1-0 sull'Udinese. In quest'ultima, i biancorossi furono assediati dai friulani dopo il vantaggio (scaturito da un gran tiro di Cowans, deviato fortuitamente dalla spalla di Bivi, la cui traiettoria ingannò l'estremo difensore bianconero), e salvati anche dalle parate di Pellicanò. Il giovane Rideout ha messo a segno cinque reti. La formazione ha ottenuto pochi risultati utili.
Nelle prime due giornate di ritorno i biancorossi ottengono altri due pareggi, seguiti a quelli del finale del girone d'andata; uno ottenuto con il Milan fuori casa. Nella terza gara di ritorno, all'Olimpico contro la Roma, dopo il vantaggio di Piraccini e una rete annullata a Sclosa, che provoca le proteste dei baresi, questi perdono in rimonta allo scadere per effetto di un rigore trasformato da Pruzzo (fu per lui una doppietta), concesso per un contatto a limite area, anch'esso contestato. Nel derby di Lecce, pure discussa la punizione del definitivo 1-1 dei salentini (trasformata da Pasculli), di cui avrebbe dovuto invece - secondo la critica - beneficiare la squadra di Bolchi (arbitro dell'incontro Luigi Agnolin di Bassano del Grappa). Al terzultimo turno vittoria interna, 3-1, contro il campione d'Italia uscente Verona. Nella seconda metà del campionato il Bari realizza pochi goal; Rideout, nel 19º turno ha siglato a Como la sua sesta e ultima rete stagionale grazie alla quale i biancorossi pareggiano con i lariani. Il rendimento di Bivi, capocannoniere dei cadetti nell'anno precedente, è nettamente diminuito e l'attaccante ha, a fine stagione, messo a segno in totale 2 reti in campionato. I galletti retrocedono infine penultimi, con una giornata d'anticipo sulla fine dell competizione.
Questa era la formazione tipo schierata da Bolchi: modulo 5-3-2; portiere Pellicanò; difensori Cavasin, Loseto, Piraccini, De Trizio, Cuccovillo; centrocampisti Sola, Cowans (regista), Sclosa; attaccanti Bivi, Rideout/Bergossi.

## Divise e sponsor
Lo sponsor tecnico per la stagione 1985-86 fu Adidas, mentre lo sponsor ufficiale fu Cassa di Risparmio di Puglia. Lo stile delle magliette della stagione precedente (bianco con strisce rosse orizzontali sulle spalle) fu inizialmente confermato per poi lasciare spazio a una più classica divisa bianco-bordata.
| Casa | Trasferta | Trasferta 2 | Alternativa | Alternativa 2 |

## Organigramma societario
Area direttiva
- Presidente: Vincenzo Matarrese

Area organizzativa
- Segretario: Filippo Nitti

Area tecnica
- Direttore sportivo: Francesco Janich
- Allenatore: Bruno Bolchi

## Rosa
| N. |                        | Ruolo | Calciatore                   |
| -- | ---------------------- | ----- | ---------------------------- |
|    | Italia (bandiera)      | P     | Luigi Imparato               |
|    | Italia (bandiera)      | P     | Giuseppe Pellicanò           |
|    | Italia (bandiera)      | D     | Amedeo Carboni               |
|    | Italia (bandiera)      | D     | Alberto Cavasin              |
|    | Italia (bandiera)      | D     | Giorgio De Trizio (capitano) |
|    | Italia (bandiera)      | D     | Maurizio Gridelli            |
|    | Italia (bandiera)      | D     | Salvatore Guastella          |
|    | Italia (bandiera)      | D     | Giovanni Loseto (II)         |
|    | Inghilterra (bandiera) | C     | Gordon Cowans                |
|    | Italia (bandiera)      | C     | Francesco Cuccovillo         |

| N. |                        | Ruolo | Calciatore         |
| -- | ---------------------- | ----- | ------------------ |
|    | Italia (bandiera)      | C     | Angelo Cupini      |
|    | Italia (bandiera)      | C     | Giuseppe Giusto    |
|    | Italia (bandiera)      | C     | Adriano Piraccini  |
|    | Italia (bandiera)      | C     | Claudio Sclosa     |
|    | Italia (bandiera)      | C     | Luciano Sola       |
|    | Italia (bandiera)      | C     | Angelo Terracenere |
|    | Italia (bandiera)      | A     | Alberto Bergossi   |
|    | Italia (bandiera)      | A     | Edi Bivi           |
|    | Inghilterra (bandiera) | A     | Paul Rideout       |

## Calciomercato

### Sessione estiva
| Acquisti | Acquisti           | Acquisti    | Acquisti      |
| R.       | Nome               | da          | Modalità      |
| -------- | ------------------ | ----------- | ------------- |
| C        | Gordon Cowans      | Aston Villa | definitivo    |
| A        | Paul Rideout       | Aston Villa | definitivo    |
| C        | Claudio Sclosa     | Torino      | definitivo    |
| P        | Giuseppe Pellicanò | Arezzo      | definitivo    |
| D        | Amedeo Carboni     | Arezzo      | prestito      |
| D        | Angelo Terracenere | Monopoli    | fine prestito |
| D        | Alberto Bergossi   | Avellino    | definitivo    |

| Cessioni | Cessioni            | Cessioni  | Cessioni   |
| R.       | Nome                | a         | Modalità   |
| -------- | ------------------- | --------- | ---------- |
| P        | Poerio Mascella     | -         | svincolato |
| A        | Giuseppe Galluzzo   | Cremonese | definitivo |
| D        | Onofrio Loseto      | Pescara   | definitivo |
| D        | Antonio Lopez       | -         | svincolato |
| D        | Franco Baldini      | Pescara   | definitivo |
| C        | Danilo Ronzani      | Pescara   | definitivo |
| C        | Luigi De Rosa       | Pescara   | definitivo |
| C        | Giuseppe De Martino | Pescara   | definitivo |

### Sessione invernale
Nessuna operazione.

## Risultati

### Serie A

#### Girone di andata
| Arbitro: | Lanese (Messina) |

|  |           |            |
|  | Marcatori | 79’ Icardi |

| Arbitro: | Magni (Bergamo) |

|                         |           |  |
| Matteoli 18’ Vialli 47’ | Marcatori |  |

| Arbitro: | D'Elia (Salerno) |

|                  |           |  |
| Rideout 62’, 90’ | Marcatori |  |

| Arbitro: | Leni (Perugia) |

|             |           |               |
| Rideout 49’ | Marcatori | 50’ Borgonovo |

| Arbitro: | Lombardo (Marsala) |

|              |           |            |
| Baldieri 20’ | Marcatori | 6’ Rideout |

| Arbitro: | Bergamo (Livorno) |

|               |           |                                          |
| Loseto II 40’ | Marcatori | 64’ Tardelli 79’ Rummenigge 84’ Baresi I |

| Arbitro: | Longhi (Roma) |

|                                           |           |  |
| Platini 40’, 63’, 83’ Gridelli 55’ (aut.) | Marcatori |  |

| Arbitro: | Pieri (Genova) |

|                          |           |  |
| Rideout 32’ Bergossi 80’ | Marcatori |  |

| Arbitro: | Bianciardi (Siena) |

|           |           |  |
| Rossi 62’ | Marcatori |  |

| Bari 10 novembre 1985 | Bari               | 0 – 0 | Atalanta | Stadio della Vittoria\| Arbitro: \| Sguizzato (Verona) \| |
| Arbitro:              | Sguizzato (Verona) |       |          |                                                           |

| Firenze 24 novembre 1985 | Fiorentina          | 0 – 0 | Bari | Stadio Comunale\| Arbitro: \| Coppetelli (Tivoli) \| |
| Arbitro:                 | Coppetelli (Tivoli) |       |      |                                                      |

| Arbitro: | Casarin (Milano) |

|         |           |                   |
| Sola 3’ | Marcatori | 12’, 59’ Giordano |

| Arbitro: | Magni (Bergamo) |

|                        |           |  |
| Elkjær Larsen 40’, 82’ | Marcatori |  |

| Avellino 15 dicembre 1985 | Avellino         | 0 – 0 | Bari | Stadio Partenio\| Arbitro: \| Lanese (Messina) \| |
| Arbitro:                  | Lanese (Messina) |       |      |                                                   |

| Arbitro: | Redini (Pisa) |

|          |           |  |
| Bivi 44’ | Marcatori |  |

#### Girone di ritorno
| Milano 5 gennaio 1986 | Milan          | 0 – 0 | Bari | San Siro\| Arbitro: \| Leni (Perugia) \| |
| Arbitro:              | Leni (Perugia) |       |      |                                          |

| Bari 12 gennaio 1986 | Bari             | 0 – 0 | Sampdoria | Stadio della Vittoria\| Arbitro: \| D'Elia (Salerno) \| |
| Arbitro:             | D'Elia (Salerno) |       |           |                                                         |

| Arbitro: | Lombardo (Marsala) |

|                        |           |               |
| Pruzzo 21’, 90’ (rig.) | Marcatori | 12’ Piraccini |

| Arbitro: | Lanese (Messina) |

|                   |           |             |
| Sclosa 20’ (aut.) | Marcatori | 26’ Rideout |

| Bari 9 febbraio 1986 | Bari             | 0 – 0 | Pisa | Stadio della Vittoria\| Arbitro: \| Casarin (Milano) \| |
| Arbitro:             | Casarin (Milano) |       |      |                                                         |

| Arbitro: | Longhi (Roma) |

|               |           |  |
| Altobelli 69’ | Marcatori |  |

| Arbitro: | Pieri (Genova) |

|  |           |                                    |
|  | Marcatori | 28’ Cabrini 65’ Pin 72’ Briaschi I |

| Arbitro: | Agnolin (Bassano del Grappa) |

|              |           |               |
| Pasculli 86’ | Marcatori | 10’ Piraccini |

| Arbitro: | Longhi (Roma) |

|                 |           |  |
| Bivi 57’ (rig.) | Marcatori |  |

| Bergamo 16 marzo 1986 | Atalanta       | 0 – 0 | Bari | Stadio Comunale\| Arbitro: \| Pieri (Genova) \| |
| Arbitro:              | Pieri (Genova) |       |      |                                                 |

| Arbitro: | Agnolin (Bassano del Grappa) |

|  |           |                   |
|  | Marcatori | 7’ (rig.) Monelli |

| Arbitro: | Sguizzato (Verona) |

|            |           |  |
| Renica 50’ | Marcatori |  |

| Arbitro: | Baldas (Trieste) |

|                                                |           |           |
| Di Gennaro 21’ (aut.) De Trizio 49’ Sclosa 63’ | Marcatori | 77’ Verza |

| Arbitro: | Casarin (Milano) |

|  |           |          |
|  | Marcatori | 63’ Díaz |

| Arbitro: | Longhi (Roma) |

|                            |           |                    |
| Storgato 14’ Galparoli 69’ | Marcatori | 50’, 79’ De Trizio |

### Coppa Italia

#### Primo turno
| Arbitro: | Sguizzato (Verona) |

|          |           |  |
| Bivi 90’ | Marcatori |  |

| Arbitro: | Magni (Bergamo) |

|                |           |             |
| Incocciati 70’ | Marcatori | 14’ Rideout |

| Arbitro: | Luci (Firenze) |

|               |           |  |
| Schillaci 56’ | Marcatori |  |

| Arbitro: | Leni (Perugia) |

|              |           |          |
| Cozzella 48’ | Marcatori | 13’ Bivi |

| Arbitro: | Casarin (Milano) |

|  |           |                                       |
|  | Marcatori | 14’ Cerezo 17’ Giannini 40’ Tovalieri |

## Statistiche

### Statistiche di squadra
| Competizione | Punti | In casa | In casa | In casa | In casa | In casa | In casa | In trasferta | In trasferta | In trasferta | In trasferta | In trasferta | In trasferta | Totale | Totale | Totale | Totale | Totale | Totale | DR  |
| Competizione | Punti | G       | V       | N       | P       | Gf      | Gs      | G            | V            | N            | P            | Gf           | Gs           | G      | V      | N      | P      | Gf     | Gs     | DR  |
| ------------ | ----- | ------- | ------- | ------- | ------- | ------- | ------- | ------------ | ------------ | ------------ | ------------ | ------------ | ------------ | ------ | ------ | ------ | ------ | ------ | ------ | --- |
| Serie A      | 22    | 15      | 5       | 4       | 6       | 12      | 12      | 15           | 0            | 8            | 7            | 6            | 19           | 30     | 5      | 12     | 13     | 18     | 31     | -13 |
| Coppa Italia |       | 2       | 1       | 0       | 1       | 1       | 3       | 3            | 0            | 2            | 1            | 2            | 3            | 5      | 1      | 2      | 2      | 3      | 6      | -3  |
| Totale       |       | 17      | 6       | 4       | 7       | 13      | 15      | 18           | 0            | 10           | 8            | 8            | 22           | 35     | 6      | 14     | 15     | 21     | 37     | -16 |

### Statistiche dei giocatori[9]
| Giocatore      | Serie A  | Serie A | Serie A     | Serie A    | Coppa Italia | Coppa Italia | Coppa Italia | Coppa Italia | Totale   | Totale | Totale      | Totale     |
| Giocatore      | Presenze | Reti    | Ammonizioni | Espulsioni | Presenze     | Reti         | Ammonizioni  | Espulsioni   | Presenze | Reti   | Ammonizioni | Espulsioni |
| -------------- | -------- | ------- | ----------- | ---------- | ------------ | ------------ | ------------ | ------------ | -------- | ------ | ----------- | ---------- |
| A. Bergossi    | 20       | 1       | ?           | ?          | 4            | 0            | ?            | ?            | 24       | 1      | ?           | ?          |
| E. Bivi        | 22       | 2       | ?           | ?          | 5            | 2            | ?            | ?            | 27       | 4      | ?           | ?          |
| A. Carboni     | 10       | 0       | ?           | ?          | 3            | 0            | ?            | ?            | 13       | 0      | ?           | ?          |
| A. Cavasin     | 29       | 0       | ?           | ?          | 5            | 0            | ?            | ?            | 34       | 0      | ?           | ?          |
| G. Cowans      | 20       | 0       | ?           | ?          | 2            | 0            | ?            | ?            | 22       | 0      | ?           | ?          |
| F. Cuccovillo  | 25       | 0       | ?           | ?          | 5            | 0            | ?            | ?            | 30       | 0      | ?           | ?          |
| A. Cupini      | 16       | 0       | ?           | ?          | 5            | 0            | ?            | ?            | 21       | 0      | ?           | ?          |
| G. De Trizio   | 27       | 3       | ?           | ?          | 3            | 0            | ?            | ?            | 30       | 3      | ?           | ?          |
| G. Giusto      | 4        | 0       | ?           | ?          | -            | -            | -            | -            | 4        | 0      | 0+          | 0+         |
| M. Gridelli    | 17       | 0       | ?           | ?          | -            | -            | -            | -            | 17       | 0      | 0+          | 0+         |
| S. Guastella   | 6        | 0       | ?           | ?          | 3            | 0            | ?            | ?            | 9        | 0      | ?           | ?          |
| L. Imparato    | 1        | -1      | ?           | ?          | -            | -            | -            | -            | 1        | -1     | 0+          | 0+         |
| G. Loseto (II) | 27       | 1       | ?           | ?          | 5            | 0            | ?            | ?            | 32       | 1      | ?           | ?          |
| G. Pellicanò   | 29       | -30     | ?           | ?          | 5            | -6           | ?            | ?            | 34       | -36    | ?           | ?          |
| A. Piraccini   | 28       | 2       | ?           | ?          | 5            | 0            | ?            | ?            | 33       | 2      | ?           | ?          |
| P. Rideout     | 28       | 6       | ?           | ?          | 5            | 1            | ?            | ?            | 33       | 7      | ?           | ?          |
| C. Sclosa      | 29       | 1       | ?           | ?          | 5            | 0            | ?            | ?            | 34       | 1      | ?           | ?          |
| L. Sola        | 29       | 1       | ?           | ?          | 5            | 0            | ?            | ?            | 34       | 1      | ?           | ?          |
| A. Terracenere | 20       | 0       | ?           | ?          | 3            | 0            | ?            | ?            | 23       | 0      | ?           | ?          |